# Эридсон
Эридсон Мендеш Умпеса (порт. Eridson Mendes Umpeça; 25 июня 1990, Бисау), называемый обычно Эридсон — гвинейский футболист, центральный защитник сборной Гвинеи-Бисау и футбольного клуба «Коимбройнш».

## Карьера

### Клубная
Воспитанник юношеских футбольных клубов «Порту» и «Эштрела Амадора».
Начал свою профессиональную карьеру в клубе «Тоуризенсе», в которой провёл два сезона. В 2011 году его пригласили в «Пасуш де Феррейра». В клубе на него не рассчитывали. Его отдавали в аренду на сезон, где он смог бы получать игровую практику. За три года Эридсон провёл за «Пасуш де Феррейра» в чемпионате лишь 6 матчей, все — в первой половине сезона 2011/12. В 2013 году в составе «Белененсеша» стал чемпионом Сегунды.
В 2014 году перешёл в «Академику де Визеу», где смог неплохо заиграть. По итогам сезона Эридсон провёл более тридцати матчей, и забил один мяч. В 2015 году перешёл в другой клуб второго дивизиона Португалии — «Фреамунде», где не является игроком основы. В 2017 году Эридсон перебрался в Румынию в клуб «Фореста». В нём долго не задержался. За два месяца провёл в клубе лишь 2 игры. Позже играл за «Синфайнш», «Варзин», «Оливейренсе» и «Валадареш Гайа».

### В сборной
Эридсон сыграл свою первую игру за сборную 9 февраля 2011 года в товарищеском матче со сборной Гамбии. Первый гол за сборную забил 5 сентября 2015 года в игре против Конго, установив на 80-й минуте окончательный счёт в матче (2:4).
В составе сборной был участником Кубка африканских наций 2017 в Габоне. На турнире был запасным и на поле ни разу не вышел.

## Достижения
Белененсеш
- Чемпион Сегунда лиги: 2012/13